# Tử vong ở trẻ sơ sinh
Tử vong ở trẻ sơ sinh là tử vong của trẻ nhỏ dưới 1 tuổi. Số người chết này được đo bằng tỷ lệ tử vong trẻ sơ sinh (IMR), là số ca tử vong của trẻ em dưới một tuổi trên 1000 trẻ sinh sống. Tỷ lệ tử vong trẻ em dưới 5 tuổi cũng là một số liệu thống kê quan trọng, vì tỷ lệ tử vong trẻ sơ sinh chỉ tập trung vào trẻ em dưới một tuổi.
Sinh non là nguyên nhân chủ yếu cho tử vong ở trẻ sơ sinh. Các nguyên nhân hàng đầu khác gây tử vong ở trẻ sơ sinh là ngạt khi sinh, viêm phổi, dị tật bẩm sinh, biến chứng thai kỳ như biểu hiện bất thường của tử vong rốn thai nhi, hoặc đau đẻ kéo dài, nhiễm trùng sơ sinh, tiêu chảy, sốt rét, sởi và suy dinh dưỡng. Một trong những nguyên nhân phổ biến nhất có thể ngăn ngừa tử vong ở trẻ sơ sinh là hút thuốc trong thời kỳ mang thai. Nhiều yếu tố góp phần gây tử vong ở trẻ sơ sinh, chẳng hạn như trình độ học vấn của người mẹ, điều kiện môi trường và cơ sở hạ tầng chính trị và y tế. Cải thiện vệ sinh, tiếp cận với nước uống sạch, chủng ngừa các bệnh truyền nhiễm, và các biện pháp y tế công cộng khác có thể giúp giảm tỷ lệ tử vong trẻ sơ sinh cao.
Tử vong ở trẻ em là cái chết của một đứa trẻ trước sinh nhật thứ năm của đứa trẻ, được đo bằng tỷ lệ tử vong trẻ em dưới 5 tuổi (U5MR). Thống kê quốc gia đôi khi nhóm hai tỷ lệ tử vong này lại với nhau. Trên toàn cầu, 9,2 triệu trẻ em chết mỗi năm trước sinh nhật thứ năm của chúng; hơn 60% số ca tử vong này được xem là có thể tránh được với các biện pháp chi phí thấp như cho con bú liên tục, tiêm chủng đầy đủ và cải thiện dinh dưỡng.